# Einiosaurus
Einiosaurus var en växtätande dinosaurie tillhörande familjen ceratopsidae, och var släkt med bland annat Triceratops, Centrosaurus och Diabloceratops. Einiosaurus dateras till sena kritaperioden, cirka 75 milj. år sedan. Einiosaurus upptäcktes i Montana 1994. Den är känd från flera skelett.

## Beskrivning

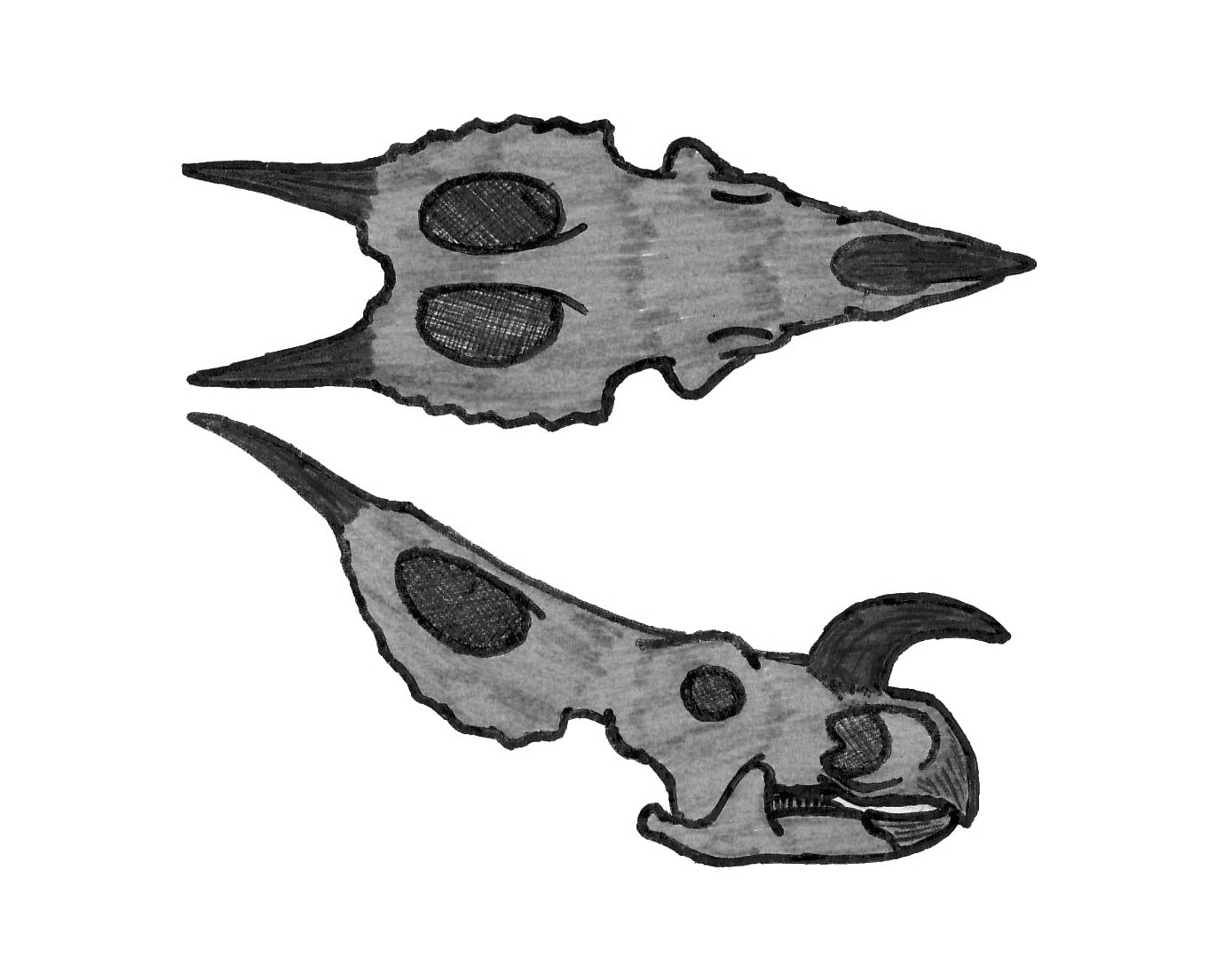
Einiosaurus skalle.

Liksom andra ceratopsider var Einiosaurus ett fyrbent och ganska stort djur, med horn och en nackkrage av ben på huvudet. En vuxen Einiosaurus blev cirka 6 meter lång från nos till svans och cirka 2 meter hög. Einiosaurus nackkrage var något kortare än hos andra släkten. Uppe på nackkragen hade djuret ett par långa horn, samt ett horn på nosen. Till skillnad från andra ceratopsider så var Einiosaurus horn böjt framåt och nedåt.

## Einiosaurusi populärkulturen
Einiosaurus skildrades i Discovery Channels TV-serie Dinosaur planet 2003.